# Rejosari (Brangsong)
Rejosari is een bestuurslaag in het regentschap Kendal van de provincie Midden-Java, Indonesië. Rejosari telt 3804 inwoners (volkstelling 2010).